# Hattaya Bamrungsuk
Hattaya Bamrungsuk (taj.: หัทยา บำรุงสุข; ur. 12 sierpnia 1993 r. w Nakhon Ratchasima) – tajska siatkarka, reprezentantka kraju, grająca na pozycji środkowej. 

## Sukcesy klubowe
Mistrzostwo Tajlandii:
- 2021
- 2011, 2013

## Sukcesy reprezentacyjne
Mistrzostwa Azji Kadetek:
- 2008

Igrzyska Azji Południowo-Wschodniej:
- 2015

Mistrzostwa Azji:
- 2023[2]
- 2017
- 2015

Mistrzostwa Azji U-23:
- 2015

Volley Masters Montreux:
- 2016

Puchar Azji:
- 2016, 2018

Igrzyska Azjatyckie:
- 2018
- 2022[3]

## Nagrody indywidualne
- 2015: Najlepsza blokująca Mistrzostw Azji U-23
- 2016: Najlepsza środkowa turnieju Volley Masters Montreux
- 2017: Najlepsza środkowa Mistrzostw Azji